# Narziss Ach
Narziss Ach, född 29 oktober 1871 i Ermershausen, Tyskland, död 25 juli 1946 i München, var en tysk psykolog.

## Biografi
Ach var professor först i Königsberg, senare i Göttingen. Ach inriktade sig företrädesvis på studiet av målsättningens och viljebeslutets psykologi, för vilket han utvecklade en särskild och ganska omstridd metod, det så kallade "kombinerade förfarandet". Metoden avsåg att experimentellt framkalla en kraftig viljeakt, därigenom att ett motstånd mot en viss handling först måste övervinnas, och därmed göra beslutsupplevelsen bättre åtkomlig för själviakttagelse och beskrivning. Sina resultat nedlade Ach i Über die Willenstätigkeit und das Denken (1905), Über den Willensakt und das Temperament (1910) samt i uppsatser och inlägg i Zeitschrift für Psychologie och Untersuchungen zur Psychologie und Philosophie, vilken publikation han utgav från 1910.